# Bounéfer
Bounéfer est une ancienne reine égyptienne de la IVe ou Ve dynastie. On ne sait pas à quel roi elle était mariée. Bounéfer est enterrée dans la tombe G 8408 dans le cimetière central de la nécropole de Gizeh.

## Biographie
Les titres de Bounéfer sont conservés dans sa tombe à Gizeh :
- « épouse du roi » (ḥmt-nisw) ;
- « Grand des hetes-sceptre » (wrt-hetes) ;
- « Grand des hetes-sceptre des deux dames » (wrt-hetes-nbti) ;
- « Celle qui voit Horus et Seth » (m33t-ḥrw-stẖ) ;
- « épouse du roi, sa bien-aimée » (ḥmt-nisw mryt.f) ;
- « fille du roi de son corps » (z3t-niswt-nt-ẖt.f) ;
- « prêtresse d'Hathor » (ḥmt -ntr-ḥwt-ḥrw) ;
- « prêtresse de Tjazepef » ( ḥmt-ntr-t3-zp.f ) ;
- « prêtresse d'Horus Shepsesket » (ḥmt-ntr-hrw-špss-ht) ;
- « prêtresse bien-aimée et vénérée de Shepses-nebti » (ḥmt-ntr-špss-nbti-mryt.f-im3ḫt.f).

Les titres de Bounéfer en tant que prêtresse de Chepseskaf ont conduit à la théorie selon laquelle Bounéfer aurait pu être une épouse ou une fille de Chepseskaf,. Sa tombe est située près du complexe de Khentkaous Ire, ce qui suggère en outre qu'elle a vécu vers la fin de la IVe ou le début de la Ve dynastie. Il a également été suggéré qu'elle était l'épouse du roi énigmatique Djédefptah.
Peter Jánosi a souligné que la construction de la tombe de Bounéfer remonte à quelque temps après la construction de la tombe de Khentkaous. Mais la date précise de ce monument n'est pas non plus claire. Il semble cependant que la tombe de Bounéfer date plutôt de la Ve dynastie.

## Tombe
La tombe de Bounéfer est taillée dans la roche située au nord du complexe funéraire de la reine Khentkaous Ire dans le cimetière central. La façade du tombeau s'ouvre au sud et une grande porte mène à une grande chapelle. À l'est, une autre porte permet d'entrer dans la tombe. Le nom et les titres de Bounéfer apparaissent sur les murs et les piliers de la salle. Un fils est mentionné dans l'une des scènes, mais il porte les titres simples de juge et d'inspecteur des scribes. La chambre funéraire de Bounéfer contenait un sarcophage en calcaire blanc. À l'intérieur du sarcophage, un crâne féminin a été trouvé d'une femme estimée à la mi-trentaine. Il est possible que ce soit le crâne de la reine Bounéfer.